# Q0906+6930
Q0906+6930 je nejvzdálenější známý blazar (rudý posuv 5,47 , vzdálenost 12,7 miliard světelných let), byl objeven v červenci 2004. Pohonem blazaru je supermasivní černá díra přibližně 16 miliardkrát hmotnější než Slunce (asi 3 % hmotnosti galaxie Mléčná dráha). Objem horizontu událostí je řádově tisíckrát větší než sluneční soustava. Je jednou z největších známých černých děr.

## Statistiky
- Epocha 2000.0
  - RA: 09h 06m 30.8s
  - Deklinace: +69° 30' 31"
- Klasifikace: FSRQ
- Rudý posuv (z) = 5.47
- R = 19.9
- Síla (BL Lac) = 1.4-3.5